# El Chamizal (Hidalgo)
El Chamizal es una localidad de México localizada en el municipio de San Agustín Tlaxiaca en el estado de Hidalgo.

## Geografía
Se encuentra en la región geográfica del Valle del Mezquital. A la localidad le corresponden las coordenadas geográficas 20° 09’ 59.535” de latitud norte y 98° 55’ 50.394” de longitud oeste, con una altitud de 2162 m s. n. m. Cuenta con un clima semiseco templado.
En cuanto a fisiografía se encuentra en la provincia del Eje Neovolcanico, dentro de la subprovincia de Sierras y Llanuras de Querétaro e Hidalgo; su terreno es de sierra. En lo que respecta a la hidrografía se encuentra posicionado en la región del Pánuco, dentro de la cuenca del río Moctezuma, y en la subcuenca del río Actopan.

## Demografía
En 2020 registró una población de 784 personas, lo que corresponde al 2.02 % de la población municipal. De los cuales 368 son hombres y 416 son mujeres. La localidad pertenece a la zona Metropolitana de Pachuca.
| Gráfica de evolución demográfica de El Chamizal entre 1990 y 2020                            |
|                                                                                              |
| Población de los censos y conteos del Instituto Nacional de Estadística y Geografía (INEGI). |